# Henri Gaston Darien

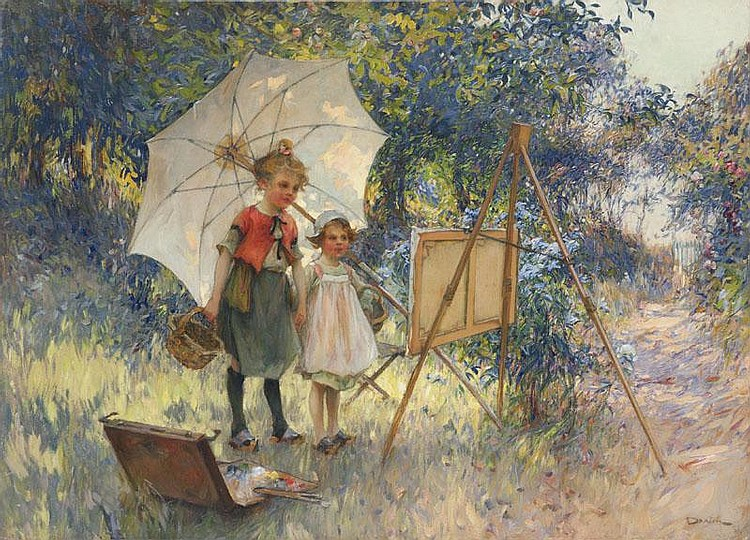
Kinder im Garten betrachten das Bild des Vaters

Henri Gaston Darien (eigentlich Henry Gaston Adrien; * 8. Januar 1864 in Paris; † 7. Januar 1926 ebenda) war ein französischer Landschafts- und Genremaler.
Henri Gaston Darien wurde als Sohn eines Kaufmanns und jüngerer Bruder des Schriftstellers Georges Darien (1862–1921) geboren.
Darien studierte an der École des beaux-arts de Paris bei Jules Lefebvre und Antoine Guillemet. Er stellte ab 1886 im Salon der Société des Artistes Français aus und wurde deren Mitglied.
Anfangs malte er Landschaften, anschließend spezialisierte er sich auf Szenen aus dem Pariser Leben.
Er erhielt 1889 eine lobende Erwähnung, 1897 eine Medaille der 3. Klasse und 1899 eine Medaille der 2. Klasse, dann eine Bronzemedaille bei der Weltausstellung Paris 1900. Er arbeitete im Winter in Paris zu Themen des Pariser Lebens und im Sommer in der Normandie, wo er ein Haus in Bénouville (Seine-Maritime) bei Étretat am Ärmelkanal besaß. Dort malte er maritime Szenen und Landschaften. Er schuf auch Wandmalereien im Rathaus von Vanves.
Er wurde 1910 zum Ritter der Ehrenlegion ernannt.
Er starb am 7. Januar 1926 im Pariser Marmottan-Krankenhaus.